# Neo (langue construite)
Pour les articles homonymes, voir Neo.
Le Neo est une langue construite qui a été mise au point par le diplomate belge Arturo Alfandari (1888-1969) en 1937.
Dans la tradition des langues auxiliaires internationales, avec l'espéranto, l'ido et le novial, il vise lui aussi à proposer une deuxième langue neutre convenant au plus de gens possible. Grammaticalement il s’accorde en gros avec l'espéranto, mais le vocabulaire laisse entrevoir l'influence du volapük. Les mots sont plus courts que dans la plupart des langues naturelles et des langues planifiées. Une certaine influence des langues latines est flagrante sur le Neo, qu'on peut considérer comme une variante d'espéranto fortement "espagnolisée", ce qui offre aux francophones une assez bonne compréhension de visu (après lecture des 2 pages de grammaire)[réf. nécessaire].
Dans les années soixante, le Neo a connu un certain succès[réf. nécessaire], après que la langue eut les honneurs de The International Language Review, un magazine pour les partisans d'une langue internationale. L’amitié entre l'auteur du Neo et les éditeurs du magazine aboutit rapidement à la fondation d'une association « Friends of Neo ». En 1965, Alfandari publia sa méthode rapide de Neo dont la version anglaise devait paraître un an plus tard. La description de la grammaire y tient en deux pages seulement et comprend toutes les règles pour mettre au courant de la prononciation, de la théorie, de la formation des mots et de la construction des phrases.
Pendant quelques années, certains ont vu dans le Neo un concurrent dangereux[réf. nécessaire] pour l’espéranto et l'interlingua, mais après la mort d'Alfandari, en 1969, la langue a toutefois sombré dans l'oubli.

## Prononciation
Comme en français, sauf :
```
 e         → é (été)
 u         → ou (joujou)
 g         → toujours dur (gaga)
 c/ch      → tch (tchao)
 j         → dj (django)
 s         → saucisse (jamais z)
 x         → ks (axe)
```

## Vocabulaire
Nombres :
```
 1:un 2:du 3:tre 4:kuar 5:kuin 6:sit 7:sep 8:ot 9:non 10:is 100:ek 1000:mil
 3522 → tremil kuinek duis du
```

Divers :
```
 oui:ya non:non peut-être:forse toujours:sem jamais:ni souvent:of seulement:nur
 où:vo ici:ik là:ye de:de venant_de:da
 et:e ou:o avec:kon
```

## Grammaire
Article :
```
 lo (le la les) : lo frato, lo soro, lo arbro → l'arbro
 un (un une)):    un arbro
 Invariable
```

Adjectif
```
 Se termine en a : bon → bona,
 Exemples :        un bona soro, un bona frato, lo bona fratos (pas de s à lo, ni à bona)
 Invariable
```

Adverbe
```
 Se termine en e : bon → bone
 Invariable
```

Nom
```
 Se termine en o :             arbro, frato
 Le o final peut être oublié : frato → frat, soro → sor
 Pluriel en oso:               arbros
```

Pronoms (sujet, objet, possessif)
```
 Je :       mi me ma
 tu :       tu te ta
 il :       il le la
 elle :     el le la
 ça :       it le/it la
 soi-même : so se sa
 nous :     nos ne na
 vous :     vu ve va
 ils :      zi ze za
 elles :    zel ze/zey za

 Mi vidar te (je te vois)
 tu vidar me (tu me vois)
 C'est la forme "sujet" qui est utilisée après une préposition : mi gar kon tu (je vais avec toi)
```

Verbe
```
 Present :              ar   → mi vidar (je vois)
 Passé :                ir   → mi vidir (j'ai vu)
 Futur :                or   → mi vidor (je verrai)
 Conditionnel :         ur   → mi vidur (je verrais)
 Impératif/infinitif :  i    → vidi !
 Participe passé :      at   → vidat (adjectif : vidata)
 Participe présent :    ande → vidante (adjectif : vidanta)
 Participe antérieur :  inde → vidinde (adjectif : vidinda)
```

## Exemple
Le Notre Père:
Na Patro ki sar in cel,
siu ta nom santat.
Venu ta regno.
Siu fat ta vol,
asben in cel, as on ter.
Na shakida pan ne diu oje.
E ne pardonu na debos,
as nos pardonar na deberos.
E no ne induku in tentado,
Mo ne fridu da mal.

## Source
- (nl) Cet article est partiellement ou en totalité issu de l’article de Wikipédia en néerlandais intitulé « Neo (taal) » (voir la liste des auteurs).
- NEO - The universal langage - Published for the "Friends of Neo" 1963 (scan de 2 pages)